# Simon Pereyns

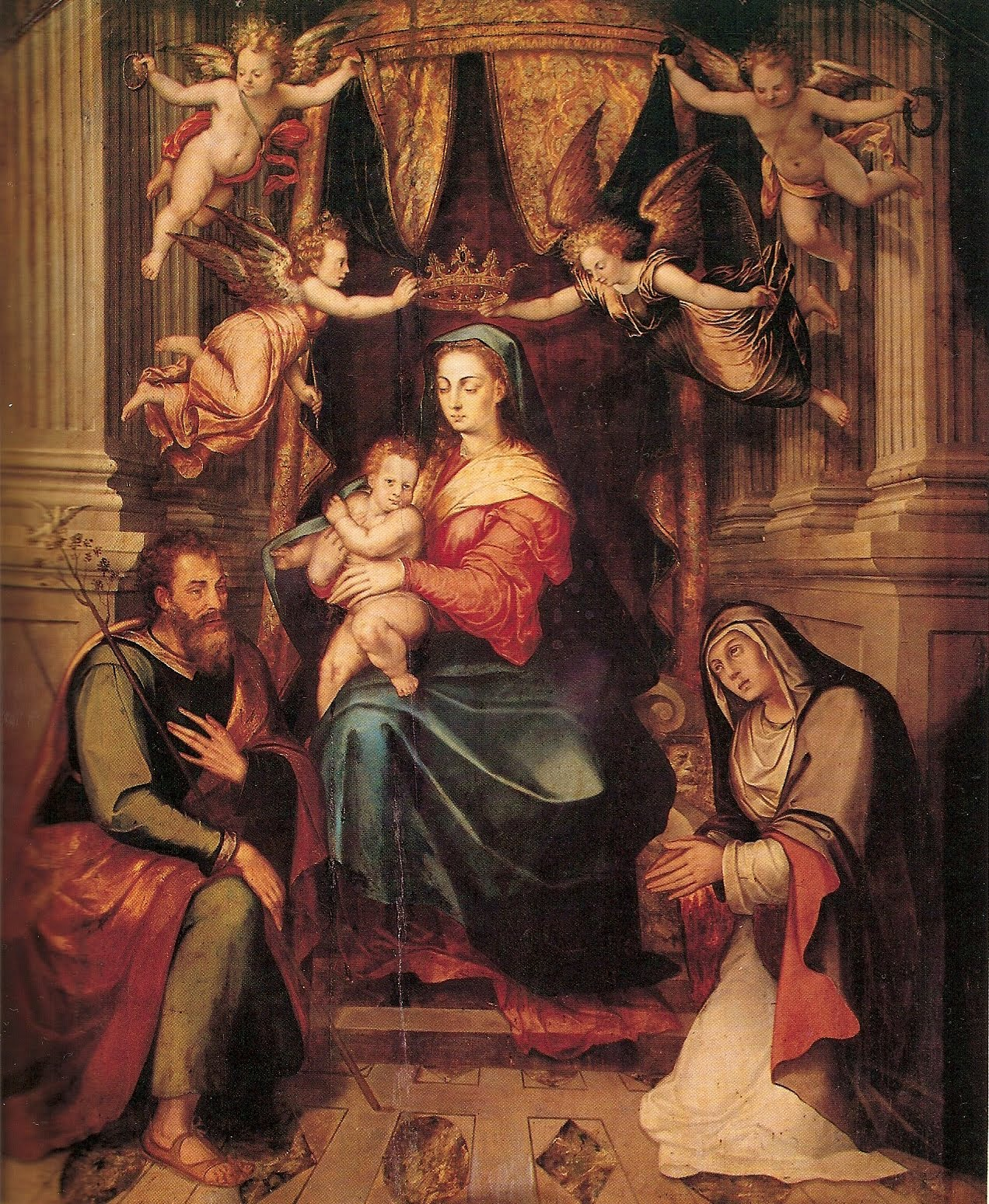
De verloren Virgen del perdón (1569). Onherstelbaar beschadigd in een brand (1967) en vervangen door een kopie bij de reconstructie van het Altaar der Vergiffenis.

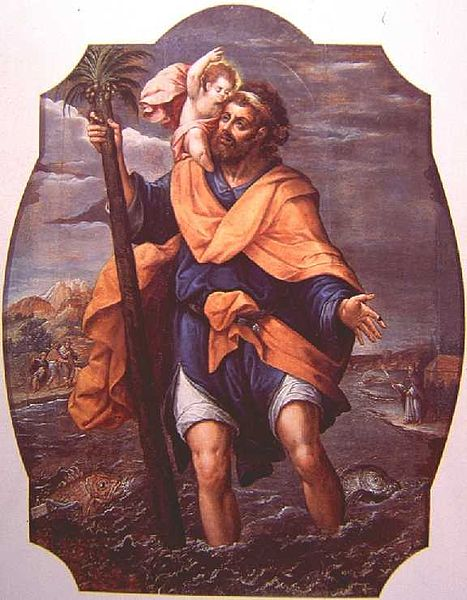
Sint-Christoffel (1588), ook in de Kathedraal van Mexico-Stad

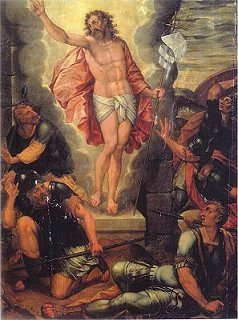
Verrijzenis (ca. 1587), deel van het retabel van het Aartsengel-Michaëlklooster te Huejotzingo

Simon Pereyns (c. 1535, Antwerpen — na 1589 en vóór 1600, Mexico) was een Brabantse schilder die vooral in de Ibero-Amerikaanse wereld actief was. Hij werkte in de stijl van het maniërisme. In de bronnen komt hij ook voor als Pérez of Perin. 

## Loopbaan
In 1558 trok Pereyns voor negen maanden naar Lissabon en daarna naar Toledo, Sevilla en Madrid. Aan het hof van koning Filips II van Spanje was hij een voornaam portrettist. Hij behoorde tot de kring elitekunstenaars waarvan ook Alonzo Berruguete, Antonio Moro en Alfonso Sánchez Coello deel uitmaakten, maar zijn werk uit deze periode is niet bewaard. Hij ontmoette de derde markies van Falces, Gastón de Peralta, die net was aangesteld tot onderkoning van Nieuw-Spanje. Pereyns verklaarde zich akkoord hem naar Mexico te volgen, waar ze op 17 september 1566 aankwamen te San Juan de Ulúa. Voor het paleis van de onderkoning schilderde Pereyns oorlogsscènes met 30.000 soldaten. 
Pereyns was er een van de eerste Europese schilders van aanzien, maar veel van zijn werk is verloren gegaan. Dit geldt in de eerste plaats voor zijn beroemde Onze-Lieve-Vrouw van Vergiffenis in de Kathedraal van Mexico-Stad, vernield in de brand van 1967. Het werd beschouwd als een hoogtepunt van de Mexicaanse renaissance. Hij schilderde het omdat hij daartoe veroordeeld werd door de inquisitie. Deze merkwaardige straf kan beschouwd worden als een indicatie van de waardering voor zijn kunstenaarschap. Kort na deze onaangename episode trad Pereyns in het huwelijk, mogelijk om zich tegen verdere beschuldigingen in te dekken.
Bewaard gebleven zijn onder meer de Sint-Christoffel in de Kathedraal van Mexico-Stad en het meesterlijke retabel van Huejotzingo in het Franciscanenklooster van San Miguel Arcángel (1586). Daarin zijn tien schilderijen verwerkt, waarvoor hij samenwerkte met Andrés de la Concha. Eerder hadden ze ook het retabel van Teposcolula geschilderd (1574), thans verloren. Voorts is Pereyns' betrokkenheid bij het Augustijnerklooster van Malinalco gedocumenteerd zonder veel verdere gegevens.
Pereyns was niet opgeleid in de religieuze kunst en nam vaak iconografische thema's over uit prenten en gravures die in de nieuwe wereld circuleerden. Zo is de Sint-Christoffel op het Huejotzingoretabel terug te voeren naar Albrecht Dürer. Voor andere taferelen ervan inspireerde hij zich op Maerten de Vos (Besnijdenis, Aanbidding der Wijzen).

## Ketterijproces
In 1568 kreeg Pereyns te maken met de Mexicaanse Inquisitie. Uit eigen beweging deed hij aangifte van bezwarende uitlatingen die hij had gedaan tegenover zijn collega Francisco de Morales en diens vrouw Francisca Ortiz te Tepeaca. Het gesprek had "vier of vijf maanden" eerder plaatsgevonden en wellicht wilde Pereyns een aanklacht te snel af zijn. Hij bekende dat hij gezegd had dat een liefdesverhouding tussen alleenstaanden geen zo'n grote zonde was. Verder bekende hij dat hij in Madrid een kaart van zijn vader in Antwerpen had waarop stond dat het beter was portretten te schilderen dan heiligen af te beelden omdat er meer mee te verdienen was. Morales werd ondervraagd en legde zeer belastende verklaringen af, onder meer over  lutherse denkbeelden van zijn vader.
De verdediging van Pereyns was dat zijn woorden verkeerd begrepen waren omdat hij zich niet zo goed kon uitdrukken in het Spaans. Tijdens het onderzoek werd hij opgesloten in de kerkers van het aartsbisschoppelijk paleis en moest hij folteringen doorstaan om te bewijzen dat hij geen andere zonden had gepleegd. Op de pijnbank onderging hij drie omwentelingen van het draairad en kreeg hij drie kruiken water opgegoten. Hij deed geen verdere bekentenissen en bracht het er levend van af. Een keur aan voorname personen had in zijn voordeel getuigd, waaronder de architect Claudio de Arciniega. Desondanks sprak de afgevaardigde officiaal, doctor Esteban de Portillo, op 4 december 1568 een vonnis uit dat hem "met rechtvaardigheid en barmhartigheid" veroordeelde om op eigen kosten een retabel van nuestra señora de la Merced te schilderen en in afwachting de stad niet te verlaten. Algemeen wordt aangenomen dat dit de Virgen del perdón is die tot 1967 te bewonderen viel in de Kathedraal van Mexico-Stad. Ze heeft aanleiding gegeven tot uitgebreide legendevorming.
Volgens Toussaint toont het proces-Pereyns aan hoe het Tribunal de la Fe gebruikt werd voor afrekeningen tussen kunstenaarsclans, waarbij de buitenlanders in een zwakke positie stonden. Bovendien kon Pereyns niet rekenen op zijn beschermheer Peralta, die in deze periode ook onder vuur lag en in maart 1568 was moeten terugkeren naar Spanje. Pereyns, die mee wilde, was gevraagd om te blijven en het retabel van Malinalco af te werken. 
In 1574 kreeg Pereyns opnieuw te maken met een klacht bij de inquisitie. Deze keer was Luis de Segura de aanstoker, een vergulder. Hij beweerde dat hij in San Juan de Lua vernomen had van twee artilleros flamencos dat Pereyns getrouwd was in Madrid en dus al vijf jaar bigamie pleegde (vanwege zijn huwelijk met Francisca de Medina). Modern onderzoek heeft uitgewezen dat zijn naam niet voorkwam op de passagierslijst, wat zou kunnen stroken met Segura's beschuldiging dat hij zonder toelating naar Amerika was vertrokken. In 1578 volgden nieuwe beschuldigingen van Francisco de Zumaya en diens vrouw Catalina de Sandoval. Het bleef allemaal zonder gevolg.

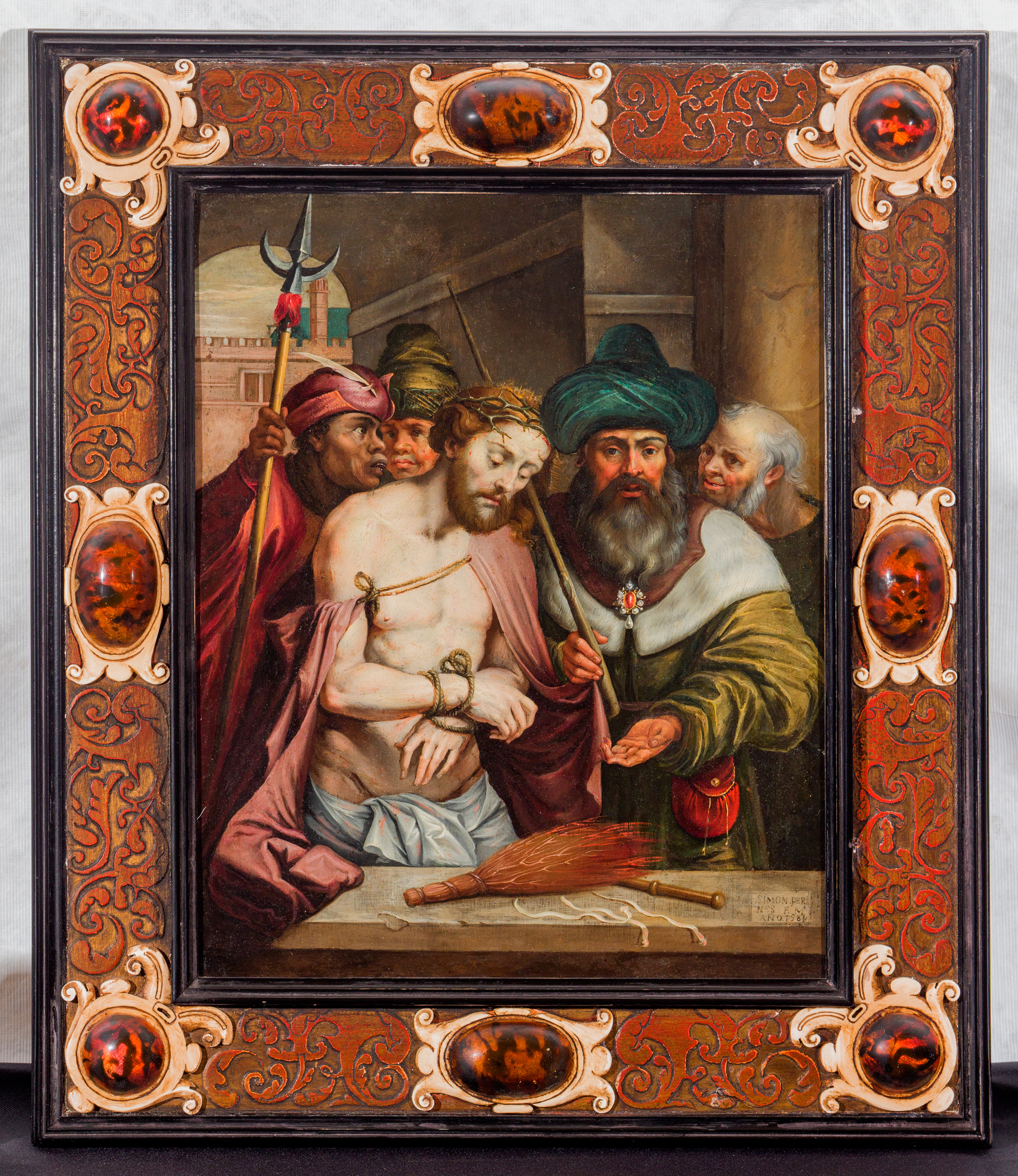
Jezus ontkleed, Museum Soumaya, Casa Guillermo Tovar de Teresa, Mexico-Stad

## Werk (selectie)
- Retabel van Gastón de Peralta, 1566 (toegeschreven, nu in het Museo Nacional de Historia (Paleis van Chapultepec)
- Fresco met oorlogsscènes in het gouverneuspaleis van Tepeaca, 1567 - verloren
- Hoofdretabel voor de Franciscanenkerk van Tepeaca, 1568 (met Francisco de Morales) - verloren
- Retabel van Ocuilán (met Francisco de Morales) - verloren
- Retabel van Malinalco (met Francisco de Morales) - verloren
- Retabel van Mixquic (met Francisco de Morales) - verloren
- Hoofdretabel van Teposcolula, 1574 - verloren
- Hoofdretabel voor de Franciscanenkerk van San Buenaventura te Cuautitlán
- Twaalf panelen voor het plafond van de sacristie van de Santo Domingokerk in Mexico-Stad, 1579 (met Zumaya) - verloren
- Kathedraal van Mexico-Stad:
  - Virgen del perdón, 1569 - verloren
  - Hoofdretabel, 1584 (zes taferelen) - verloren
  - Sint-Christoffel, 1588
- Hoofdretabel van Huejotzingo, 1586-87
- Hoofdretabel van de Franciscanenkerk van Cuernavaca - verloren
- Schilderij getiteld Jezus ontkleed, Museum Soumaya, huis van Guillermo Tovar de Teresa, Mexico-Stad

## Familie
Uit de ondervragingen van de inquisitie viel af te leiden dat Pereyns toen vrijgezel was en weinig kennis van het Spaans had. Zijn ouders zijn opgetekend als "Fero Pereins" en "Constança de Lira" en er is ook vermeld dat hij geboren en getogen was in Antwerpen. In augustus 1569 trouwde hij met Francisca de Medina, een verwante van Andrés de la Concha's vrouw.